# كارل كريل
كارل كريل (بالإنجليزية: Karl Kreil )‏ (و. 1798 – 1862 م) هو عالم فلك، وعالم أرصاد جوية، وأستاذ جامعي من الإمبراطورية النمساوية .
توفي في فيينا، عن عمر يناهز 64 عاماً.

## مناصب وهيئات
أدار جامعة فيينا.